# CD146
CD146 (Кластер дифференцировки 146), это белок с массой 113kDa, называемый также MCAM или MUC18, который был впервые обнаружен в 1987 году как опухолевый антиген гликопротеин MUC18.
В связи с высокой гомологией последовательности MUC18 с молекулами клеточной адгезии (CAM), этому антигену было дано название — Mel-CAM или MCAM (melanoma cell adhesion molecule). CD146 является белковым маркером эндотелиальных клеток, которыми выстланы сосуды. Продемонстрировано участие CD146 в регуляции ангиогенеза, проницаемости сосудов и трансмиграции лейкоцитов. Обнаружен этот белок и в некоторых других клетках, например в мезенхимальных стволовых клетках.
Экспрессия CD146 обычно повышена в быстро пролиферирующих клетках, таких как клетки развивающегося организма, при регенерации и раковые клетки.
Известны три формы белков CD146. Две формы CD146 кодируются геном cd146, расположенным на 11-й хромосоме человека и обычно закреплены в мембране, а третья представлена растворимой формой sCD146, образующейся в результате протеолитического расщепления мембранных форм.
MUC18, регулируя иммунитет дыхательных путей, играет важную роль в образовании секрета из провоспалительных цитокинов, участвующих в эозинофильном или нейтрофильном воспалении.
CD146 обнаруживается на активированных воспалительных клетках, включая субпопуляцию лимфоцитов и альвеолярных макрофагов, что указывает на то, что экспрессия CD146 может придавать провоспалительные свойства иммунным клеткам. Так например, CD146 макрофагов способствует образованию и удержанию пенистых клеток при атеросклерозе, поэтому антитела на CD146 могут подавлять развитие атеросклероза за счет уменьшения образования пенистых клеток.
Гликопротеин клеточной поверхности MCAM входит в число белков с ярко выраженной корреляцией с возрастом человека. Его уровень уменьшен у тех, кто достиг долголетия.